# Mercedes-AMG C192
Mercedes-AMG C192 är den andra generationen av sportbilen Mercedes-AMG GT som den tyska biltillverkaren Mercedes-Benz dotterbolag Mercedes-AMG introducerade i augusti 2023.

## Mercedes-AMG GT
Den andra generationen Mercedes-AMG GT med den interna beteckningen C192 ska presenteras för allmänheten på Bilsalongen i München i september 2023. Bilen delar plattform med Mercedes-AMG SL-klass. Detta innebär bland annat att växellådan med dubbelkoppling ersatts med en konventionell automatlåda, placerad vid motorn istället för vid slutväxeln. Bilen kommer att erbjudas med fyrhjulsstyrning. Den nya generationen är större än sin företrädare med en rymligare interiör, inklusive ett litet baksäte.

## Tekniska data
| Motor:                      | M139: 4-cyl radmotor med eldriven turbo                               | M177: 8-cylindrig 90° V-motor med biturbo                             | M177: 8-cylindrig 90° V-motor med biturbo                             | M177: 8-cylindrig 90° V-motor med biturbo                             | M177: 8-cylindrig 90° V-motor med biturbo                             |                            |                            |
| Cylindervolym:              | 1991 cm³                                                              | 3982 cm³                                                              | 3982 cm³                                                              | 3982 cm³                                                              | 3982 cm³                                                              |                            |                            |
| Max effekt vid varvtal:     | 421 hk vid 6750 v/min                                                 | 476 hk vid 5500 v/min                                                 | 585 hk vid 5500 v/min                                                 | 612 hk vid 5750 v/min                                                 | 612 hk vid 5750 v/min                                                 |                            |                            |
| Max vridmoment vid varvtal: | 500 Nm vid 3250-5000 v/min                                            | 700 Nm vid 2250-4500 v/min                                            | 800 Nm vid 2500-5000                                                  | 850 Nm vid 2500-4500 v/min                                            | 850 Nm vid 2500-4500 v/min                                            | 850 Nm vid 2500-4500 v/min | 850 Nm vid 2500-4500 v/min |
| Hybridsystem:               |                                                                       |                                                                       |                                                                       |                                                                       | Elmotor på bakaxeln, 150 kW                                           |                            |                            |
| Max systemeffekt            |                                                                       |                                                                       |                                                                       |                                                                       | 816 hk                                                                |                            |                            |
| Max systemvridmoment        |                                                                       |                                                                       |                                                                       |                                                                       | 1420 Nm                                                               |                            |                            |
| Ventilstyrning:             | Dubbla överliggande kamaxlar per cylinderrad, 4 ventiler per cylinder | Dubbla överliggande kamaxlar per cylinderrad, 4 ventiler per cylinder | Dubbla överliggande kamaxlar per cylinderrad, 4 ventiler per cylinder | Dubbla överliggande kamaxlar per cylinderrad, 4 ventiler per cylinder | Dubbla överliggande kamaxlar per cylinderrad, 4 ventiler per cylinder |                            |                            |
| Bränslesystem:              | Direktinsprutning                                                     | Direktinsprutning                                                     | Direktinsprutning                                                     | Direktinsprutning                                                     | Direktinsprutning                                                     |                            |                            |
| Växellåda:                  | 9-stegs automatlåda                                                   | 9-stegs automatlåda                                                   | 9-stegs automatlåda                                                   | 9-stegs automatlåda                                                   | 9-stegs automatlåda                                                   |                            |                            |
| Drivning:                   | Bakhjulsdrift                                                         | Fyrhjulsdrift                                                         | Fyrhjulsdrift                                                         | Fyrhjulsdrift                                                         | Fyrhjulsdrift                                                         |                            |                            |
| Bromsar:                    | Ventilerade skivbromsar, ABS. Tillval: keramiska skivbromsar          | Ventilerade skivbromsar, ABS. Tillval: keramiska skivbromsar          | Ventilerade skivbromsar, ABS. Tillval: keramiska skivbromsar          | Ventilerade keramiska skivbromsar, ABS.                               | Ventilerade keramiska skivbromsar, ABS.                               |                            |                            |
| Hjulupphängning fram & bak: | Dubbla tvärlänkar, skruvfjädrar                                       | Dubbla tvärlänkar, skruvfjädrar                                       | Dubbla tvärlänkar, skruvfjädrar                                       | Dubbla tvärlänkar, skruvfjädrar                                       | Dubbla tvärlänkar, skruvfjädrar                                       |                            |                            |
| Fälgar, däck:               | Fram: 9,5Jx19 med 255/45 R19 Bak: 11Jx19 med 285/40 R19               | Fram: 10,5Jx20 med 295/35 ZR20 Bak: 11Jx20 med 305/30 ZR20            | Fram: 10,5Jx20 med 295/35 ZR20 Bak: 11Jx20 med 305/30 ZR20            | Fram: 10,5Jx21 med 295/30 ZR21 Bak: 11Jx21 med 305/30 ZR21            | Fram: 10,5Jx20 med 295/35 R20 Bak: 11Jx20 med 305/35 R20              |                            |                            |
| Hjulbas:                    | 2700 mm                                                               | 2700 mm                                                               | 2700 mm                                                               | 2700 mm                                                               | 2700 mm                                                               |                            |                            |
| Längd x bredd x höjd:       | 4728 x 1984 x 1354 mm                                                 | 4728 x 1984 x 1354 mm                                                 | 4728 x 1984 x 1354 mm                                                 | 4728 x 1984 x 1354 mm                                                 | 4728 x 1984 x 1354 mm                                                 |                            |                            |
| Vikt:                       | 1790 kg                                                               | 1970 kg                                                               | 1970 kg                                                               |                                                                       |                                                                       |                            |                            |
| Acceleration 0 – 100 km/h:  | 4,6 s                                                                 | 3,9 s                                                                 | 3,2 s                                                                 | 3,2 s                                                                 | 2,8 s                                                                 |                            |                            |
| Toppfart:                   | 280 km/h                                                              | 295 km/h                                                              | 315 km/h                                                              | 317 km/h                                                              | 320 km/h                                                              |                            |                            |
| Bränsleförbrukning:         | 10,3 l/100 km                                                         | 14,1 l/100 km                                                         | 14,1 l/100 km                                                         | 14,1 l/100 km                                                         | 12,3 l/100 km                                                         |                            |                            |